# Dodge Omni 024
La Dodge Omni 024 est une version modifiée de la populaire Dodge Omni fabriquée de 1979 à 1982. Analogue à la VW Scirocco, cette voiture était une version coupé trois portes inférieure et plus sportive que la Chrysler / Simca Horizon, utilisant le plancher et le châssis du modèle cinq portes à hayon comme base. 
Les voitures ont été conçues en interne à l'initiative de Lee Iacocca.

## Description
Elle utilisait les mêmes options de châssis et de moteur que l'Omni, mais avait une carrosserie et un style avant uniques. Le moteur de base était un quatre cylindres en ligne Volkswagen de 1,7 L produisant 70 ch (52 kW), avec un quatre cylindres en ligne de 2,2 L et 84 ch (63 kW) en option à partir de 1981. D'ici là, le plus petit moteur ne produisait que 63 ch (47 kW). Pour la première année, la voiture avait un siège arrière rabattable et les roues étaient peintes dans la couleur extérieure. L'aspect de la voiture promettait plus de performances que le moteur ne pouvait en offrir, et la voiture n'était pas aussi pratique que l'Omni. Les préfixes Omni et Horizon ont été supprimés pour 1981, ce qui en fait respectivement la 024 et la TC3.
La 024 ne s'est pas bien vendue et a été renommée Dodge Charger pour l'année modèle 1983, un nom qui avait été progressivement introduit dans le cadre de la finition spéciale Charger 2.2 à partir de 1981. La 024 a également été produite sous le nom de Plymouth Horizon TC3, puis renommée Plymouth Turismo pour l'année modèle 1983. Le label Turismo avait déjà été utilisé sur une finition sport à partir de 1980.
Les phares arrière font penser à ceux de la Pontiac Firebird années modèles 77 et 78.
Au cours de leur dernière année, les 024 et TC3 ont servi de base aux pick-ups Dodge Rampage et Plymouth Scamp utilisant les mêmes châssis, groupes motopropulseurs et parties de carrosserie à partir des portes avant. 
En 1980, la Plymouth Horizon TC3 est également devenue disponible avec la finition sport Turismo. Pour la Dodge Omni 024, cela s'appelait la finition De Tomaso, avec des garnitures et des roues conçues par De Tomaso, mais avec la transmission standard. 1,333 024 De Tomaso ont été construites en 1980, suivies de 619 autres en 1981. La De Tomaso de 1981 n'était disponible qu'avec le nouveau moteur de 2,2 litres.
Toujours en 1980, en coopération avec le partenaire de Chrysler, Mitsubishi, la Chrysler Omni 024 a été brièvement vendue au Japon. Elle était disponible pendant deux ans chez les concessionnaires Mitsubishi et était conforme aux réglementations du gouvernement japonais en matière de dimensions. Elle ne s'est pas bien vendue, avec seulement 1491 modèles ayant trouvé un acheteur japonais.